# 贝洛
贝洛（法語：Belleau，法語發音：[bɛlo]）是法国默尔特-摩泽尔省的一个市镇，位于该省中南部，属于南锡区。

## 地理
贝洛（48°49'48"N, 6°10'52"E）面积20.38 平方千米，位于法国大東部大區默尔特-摩泽尔省，该省份为法国东北部内陆省份，是洛林的一部分，北邻比利时、卢森堡，北起顺时针与摩泽尔省、下莱茵省、孚日省和默兹省接壤。
与贝洛接壤的市镇（或旧市镇、城区）包括：克莱默里、屈斯蒂讷、福村、让德兰库尔、朗德勒蒙、米勒里、诺姆尼、锡夫里、维尔欧瓦勒。

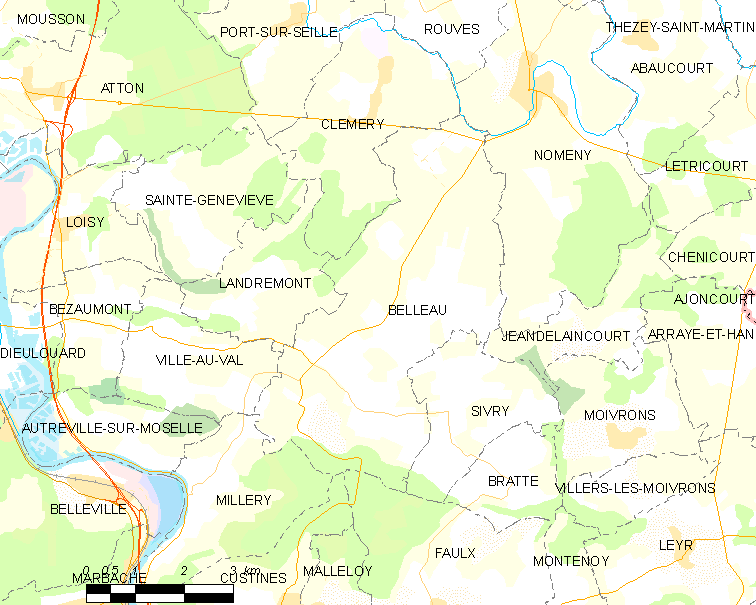
贝洛的OSM定位图

贝洛的时区为UTC+01:00、UTC+02:00（夏令时）。

## 行政
贝洛的邮政编码为54610，INSEE市镇编码为54059。

## 政治
贝洛所属的省级选区为塞耶-默尔特河间县。

## 人口

1962-2008年间贝洛人口变化图示

贝洛于2022年1月1日时的人口数量为752人。